# Eilean Mòr (ö i Storbritannien, Argyll and Bute, lat 56,15, long -5,73)
Eilean Mòr (engelska: Eileanmor, Eilean More) är en ö i Storbritannien.   Den ligger i kommunen Argyll and Bute och riksdelen Skottland, i den nordvästra delen av landet, 600 km nordväst om huvudstaden London.